# Roque González
Roque González de Santa Cruz (Asunción, Paraguai, 17 de novembre de 1576 – Caaró, Brasil, 15 de novembre de 1628) va ser un missioner catòlic que morí màrtir a Sud-amèrica. El 1988 va ser canonitzat per l'església catòlica.
Havia nascut a Asunción, llavors petit poble del Paraguai, fill de Bartolomé González de Villaverde i María de Santa Cruz, que venien de les Filipines. Roque González parlava guaraní amb fluïdesa des de petit. Als 22 anys es va ordenar sacerdot i el 1609 va ingressar a la Companyia de Jesús. Va començar la seva tasca missionera, essent el primer europeu que va entrar a la regió de l'actual Rio Grande do Sul, al maig de 1626. Va poder establir-s'hi mercès a un pacte de confiança amb els dirigents locals, que tenien por que la seva arribada servís per a preparar el terreny a d'altres amb intencions ben diferents. Va fundar la reducció de San Ignacio Miní en 1613 i, en 1615, la d'Itapúa, avui la ciutat de Posadas (Misiones, Argentina). Després hagué de desplaçar la reducció a l'altra banda del riu, on avui hi ha la ciutat d'Encarnación (Paraguai). També fundà les reduccions de Concepción de la Sierra Candelaria (1619), Candelaria (1627), San Javier, Yapeyú, San Nicolás i Asunción del Iyuí.
Amb Alonso Rodríguez Olmedo va fundar la reducció de Todos los Santos de Caaró, a la riba oriental del riu Uruguai, l'1 de novembre de 1628. El cacic Nheçu, líder del poble guaraní, va oposar-s'hi a l'establiment dels europeus i va donar ordre de matar els missioners, que va ser duta a terme per Caarupé, cacic de Caaró. El 15 de novembre de 1628, mentre els missioners col·locaven la campana de l'església del nou poblat, van ser atacats pels conjurats. Van matar a cops de maça Roque González i Alonso Rodríguez, que va intentar ajudar-lo. Els seus cossos van ser cremats juntament amb les imatges sagrades i l'església. El seu cor es va conservar intacte i avui es conserva, amb l'arma que va colpejar-lo, a la capella dels Santos Mártires d'Asunción.

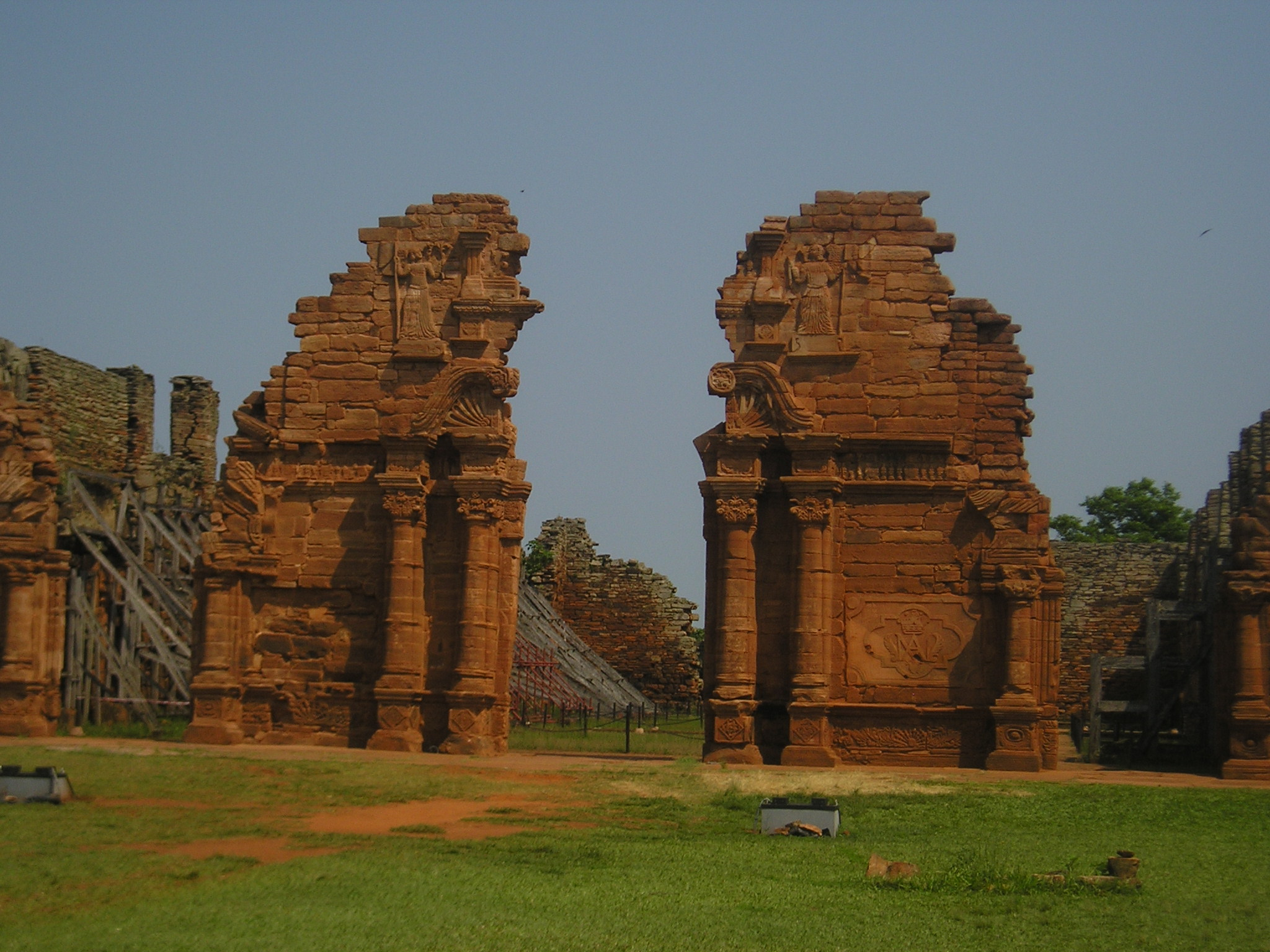
Ruïnes de la reducció de S. Ignacio Miní
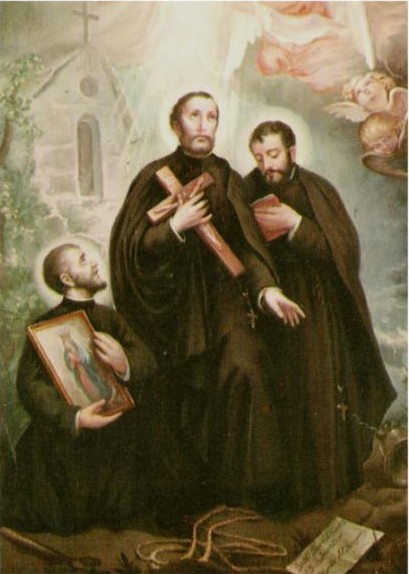
Quadre del s. XIX a la col·legiata de Belmonte, amb els màrtirs Roc González (dreta), Alfons Rodríguez i Joan del Castillo.
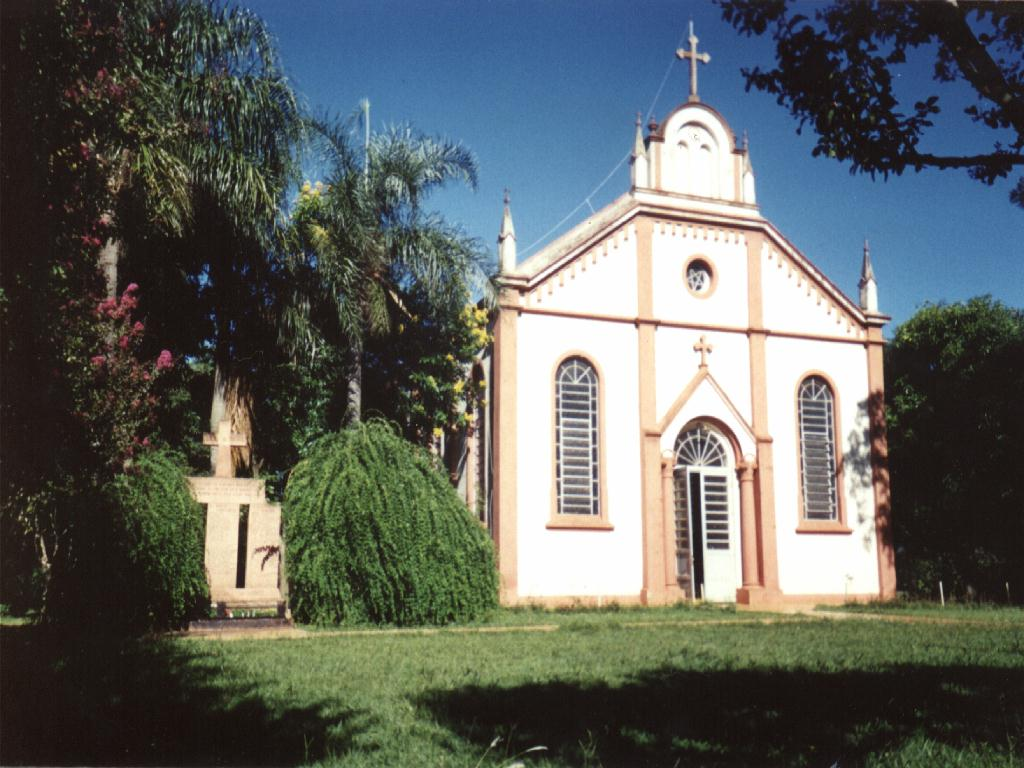
Església de Caaró, al lloc del martiri del sant; a l'esquerra, monument als Sants Màrtirs

Fou beatificat per Pius XI el 28 de gener de 1934, i canonitzat pel Papa Joan Pau II el 16 de maig de 1988, amb Alonso Rodríguez Olmedo i el també missioner jesuïta Joan del Castillo, que havia mort dos dies abans en un poble proper. És el primer paraguaià canonitzat.